# Fox (Automarke)
Fox war eine französische Automarke.

## Unternehmensgeschichte
L. van der Eyken gründete 1912 in Neuilly-sur-Seine das Unternehmen, das seinen Namen trug, zur Produktion von Automobilen. Der Markenname lautete Fox. 1919 erfolgte der Umzug nach Puteaux. 1923 endete die Produktion. Van der Eyken gründete danach Mouette.

## Fahrzeuge
Zunächst gab es fünf verschiedene Vierzylindermodelle vom 9 CV über 10/12 CV, 12/15 CV und 14/16 CV bis zum 18/20 CV mit 3600 cm³ Hubraum. Ab 1919 gab es nur das Modell 11,9 CV mit einem Vierzylindermotor von Chapuis-Dornier. Der Motor verfügte über 1816 cm³ Hubraum und OHV-Ventilsteuerung.